# Penly
Penly är en kommun i departementet Seine-Maritime i regionen Normandie i norra Frankrike. Kommunen ligger i kantonen Envermeu som tillhör arrondissementet Dieppe. År 2018 hade Penly 495 invånare.

## Befolkningsutveckling
Antalet invånare i kommunen Penly
| Referens: INSEE |